# ファミリー・ロマンス
ファミリー・ロマンス（英: Family Romance）とは、ジークムント・フロイトが提唱した精神分析の概念。日本語では家族空想とも訳される。
子供が家族に対し、理想的な空想を持つこと。例えば、「自分は実は私生児なのだ」、「親達は隠しているが、自分はもっと素晴らしい両親から生まれたのだ」など。フロイトはそれを、エディプス・コンプレックスの圧力のためだと解釈している。
あるいは、フロイトの考えから離れて、兄弟姉妹を恋人と想像したり、親が子供に愛人の幻影を見るような場合にも用いる場合もある。